# Cheilosia imperfecta
Cheilosia imperfecta är en tvåvingeart som först beskrevs av Becker 1921.  Cheilosia imperfecta ingår i släktet örtblomflugor, och familjen blomflugor.
Artens utbredningsområde är Italien. Inga underarter finns listade i Catalogue of Life.